# Янгихаят (Ташкентская область)
Янгихаят (узб. Yangi Hayot/Янги Ҳаёт) — посёлок городского типа в Уртачирчикском районе Ташкентской области, Узбекистан. В посёлке расположена железнодорожная станция Тойтепа (на линии Ташкент — Ангрен).
Статус посёлка городского типа с 1973 года.

## Население
| 1979 | 1989 |
| ---- | ---- |
| 8057 | 8417 |